# IBM 1712
IBM 1712マルチプレクサ及び端末装置（-たんまつそうち）はIBM 1710プロセスコントロールコンピュータの一部であった。
端末装置は、工場配線とコンピュータ間に物理的接続を提供し、1712は300までの個別のワイヤーペアをサポートすることができた。サポートされた信号のタイプはアナログ入力を含んでいたので、アナログ出力、連絡センス、連絡、動作、プロセス分岐の指標及びプロセスを中断するか特別ターミナルブロックが熱電対入力をサポートするかをマルチプレクサが選択し、その信号はIBM 1711データ変換器に接続された。